# Ternove, Dobrovelîcikivka
Ternove (în ucraineană Тернове) este localitatea de reședință a comunei Ternove din raionul Dobrovelîcikivka, regiunea Kirovohrad, Ucraina.

## Demografie
Componența lingvistică a localității Ternove
     Ucraineană (92,96%)
     Română (4,23%)
     Rusă (2,11%)
     Alte limbi (0,7%)
Conform recensământului din 2001, majoritatea populației localității Ternove era vorbitoare de ucraineană (92,96%), existând în minoritate și vorbitori de română (4,23%) și rusă (2,11%).

## Vezi și
- Românii de la est de Nistru